# Райпур
Райпу́р (хин. रायपुर, англ. Raipur) — город в Центральной Индии, столица штата Чхаттисгарх. Административный центр округа Райпур.

## История
Остатки первого городского поселения на месте Райпура находятся в южной части города, где сохранились развалины крепости и других сооружений. Некоторые историки полагают, что город Райпур существовал уже в начале IX столетия. Однако, большинство учёных сходится во мнении, что город основал в последней четверти XIV король Рама Чандра.

## Физико-географическая характеристика
Райпур расположен в центральной части штата Чхаттисгарх. На востоке от города находится долина реки Маханади — центр выращивания риса в Индии. К северо-западу от города расположен массив холмов Майкал. На северо-востоке начинается плато Чота-Нагпур, продолжающаяся далее на территорию штата Джаркханд.
Средняя температура:
- Летом: от 29 до 47 °C
- Зимой: от 10 до 27 °C

Среднегодовое количество осадков: 1200 мм
| Показатель                    | Янв. | Фев. | Март | Апр. | Май  | Июнь  | Июль  | Авг.  | Сен.  | Окт. | Нояб. | Дек. | Год    |
| ----------------------------- | ---- | ---- | ---- | ---- | ---- | ----- | ----- | ----- | ----- | ---- | ----- | ---- | ------ |
| Абсолютный максимум, °C       | 35,5 | 38,0 | 43,3 | 46,1 | 47,9 | 47,2  | 41,2  | 37,5  | 37,2  | 37,9 | 35,6  | 32,4 | 47,9   |
| Средний суточный максимум, °C | 27,6 | 30,4 | 35,1 | 38,6 | 40,8 | 36,0  | 30,3  | 29,6  | 30,7  | 31,1 | 28,8  | 26,8 | 32,1   |
| Средняя температура, °C       | 20,2 | 22,9 | 27,5 | 31,2 | 33,7 | 30,7  | 26,8  | 26,4  | 26,9  | 25,8 | 22,1  | 19,4 | 26,1   |
| Средний суточный минимум, °C  | 12,9 | 15,5 | 19,9 | 23,8 | 26,7 | 25,5  | 23,4  | 23,3  | 23,1  | 20,6 | 15,5  | 12,1 | 20,2   |
| Абсолютный минимум, °C        | 5,0  | 5,0  | 8,3  | 15,0 | 14,4 | 16,1  | 17,1  | 20,0  | 18,3  | 13,9 | 8,3   | 3,9  | 3,9    |
| Норма осадков, мм             | 8,9  | 10,2 | 16,3 | 21,4 | 24,6 | 195,4 | 357,2 | 353,9 | 208,2 | 57,2 | 7,1   | 3,6  | 1264,6 |
| Источник:                     |      |      |      |      |      |       |       |       |       |      |       |      |        |

## Население
Согласно данным переписи населения Индии 2011 года населения муниципальной корпорации Райпур составило 785 829 человек, городской агломерации 1 010 087 человек. Соотношение полов — 946 женщин на 1000 мужчин; 12,3 % населения — младше 6 лет. Уровень грамотности — 86,90 %.

## Экономика
Благодаря своему географическому положению, Райпур является также экономическим центром штата. В городе сосредоточена торговля сельскохозяйственной продукцией Чхаттисгарха.
Кроме того, в настоящее время город становится индустриальным центром — в его окрестностях расположены цементные заводы, заводы по производству и обработке мрамора, гранита.
Так же присутствуют текстильная, пищевая промышленность, производство шеллака.

## Достопримечательности
- Бурха Талаб — в дословном первеводе «Старое озеро» (Burha Talab), самое большое озеро в городе, особую красоту которому добавляет остров с зелёными насаждениями.
- Храм Дудхаради (Dudhadari) — 500-летний храм, посвящённый индуистскому богу Раме, расположенный неподалёку от озера Бурха Талаб.
- Махант Гхаси Дас (Mahant Ghasi Das) — музей, содержит большую экспозицию рукописей, изображений, монет и скульптур.